# Rejon żaszkowski
Rejon żaszkowski – jednostka administracyjna wchodząca w skład obwodu czerkaskiego Ukrainy.
Rejon utworzony w 1923 r., ma powierzchnię 964 km² i liczy około 37 tysięcy mieszkańców. Siedzibą władz rejonu jest Żaszków.
Na terenie rejonu znajdują się jedna miejska rada i 33 silskie rady, obejmujące w sumie 35 wsi i 2 osady.

## Miejscowości rejonu
- (Адамівка)
- Baszteczki[2] (Баштечки)
- Bezpieczna[3]  (Безпечна)
- Buzówka[4] (Бузівка)
- (Червоний Кут)
- (Хижня)
- Koneła (Конела)
- (Конельська Попівка)
- (Конельські Хутори)
- Korolówka[5] (Королівка)
- (Костянтинівка)
- (Кривчунка)
- (Леміщиха)
- (Литвинівка)
- (Марійка)
- (Медувата)
- (Нагірна)
- Nowa Grobla[6] (Нова Гребля)
- (Одай)
- (Олександрівка)
- (Острожани)
- Ochmatów (Охматів)
- (Павлівка)
- (Побійна)
- (Пугачівка)
- (Сабадаш)
- (Скибин)
- Sokołówka[7] (Соколівка)
- (Сорокотяга)
- (Шуляки)
- (Тетерівка)
- (Тинівка)
- (Тихий Хутір)
- (Вільшанка)
- (Вороне)
- (Зелений Ріг)
- Żaszków (Жашків)
- (Житники)